# Okręty podwodne typu L serii XIII
Okręty podwodne serii XIII – radzieckie podwodne stawiacze min typu Leniniec (L) w wersji budowanej od 25 kwietnia 1935 roku, oznaczonej jako jednostki seria XIII. Okręty tej wersji stanowiły ulepszenie  wobec jednostek typu L serii XI, przez dodanie dwóch wyrzutni torpedowych na rufie. Z 12 do 20 zwiększono także liczbę torped przy jednoczesnym zmniejszeniu liczby przenoszonych min z 20 do 18. Dwukadłubowy kadłub miał konstrukcję nitowaną ze spawanymi zewnętrznymi zbiornikami balastowymi (saddle tanks). Miny okrętu stawiane były przez podwójny kanał w rufach jednostek. Okręty mogły przebywać w morzu przez czas do 45 dni.
Ogółem zbudowano siedem jednostek tej serii. L-13 i L-16 zostały prefabrykowane w Leningradzie, L-17 i L-18 w Mikołajowie, zaś L-19 w Sewastopolu, po czym okręty w częściach zostały przetransportowane do stoczni Dalzawod we Władywostoku, gdzie zostały zmontowane i zwodowane. Po wejściu do służby jednostki służyły we Flocie Oceanu Spokojnego. Zimą 1942 roku podjęto próbę przetransferowania L-15 i L-16 na zachodni teatr wojenny, jednak 11 października 1942 roku płynące na powierzeni okręty zostały wykryte przez japoński okręt podwodny I-25, który jedyną posiadaną w tym momencie torpedą zatopił L-16.